# Piz Languard
Le piz Languard est un sommet des Alpes, en Suisse. Situé en Engadine dans le canton des Grisons et culminant à 3 263 m d'altitude, il fait partie de la chaîne de Livigno.
Son accès se fait par l'Alp Languard, à partir des télésièges qui montent jusqu'à 2 330 m. Un refuge, Georgy-hütte, est présent à 250 mètres en dessous du sommet. 